# Xã White Rock, Quận Franklin, Arkansas
Xã White Rock (tiếng Anh: White Rock Township) là một xã thuộc quận Franklin, tiểu bang Arkansas, Hoa Kỳ. Năm 2010, dân số của xã này là 136 người.